# Selaginella thysanophylla
Selaginella thysanophylla är en mosslummerväxtart som beskrevs av Alan Reid Smith. Selaginella thysanophylla ingår i släktet mosslumrar, och familjen mosslummerväxter. Inga underarter finns listade i Catalogue of Life.